# Permalink
Permalink (akronym z anglického permanent link = stálý odkaz, trvalý odkaz) je hypertextový odkaz, který vždy ukazuje na konkrétní článek či obsah, který se v čase nemění. Má-li permalink plnit svou funkci, musí být zaručeno, že kdykoliv bude tento odkaz otevřen, bude obsahovat stále stejné informace nebo druh informací.
Tento pojem se vyskytuje zejména v souvislosti se servery s dynamicky generovaným obsahem (zpravodajské, informační, …) nebo na blogy, které implicitně vypisují vždy ty nejnovější články nebo články za aktuální období (u blogů obvykle daný měsíc), tedy jejich obsah se mění. Permalink zaručuje, že odkáže na daný článek i dlouho poté, co tento zmizí z titulních stránek.